# Baluardo dell'Amore
Il baluardo dell'Amore, anche chiamato baluardo del Buon Amore, si trova nella cerchia muraria di Ferrara, in via dei Baluardi, e risale al XV secolo. Storicamente svolse anche il ruolo di porta cittadina quindi viene indicato talvolta anche come porta d'Amore.

## Storia

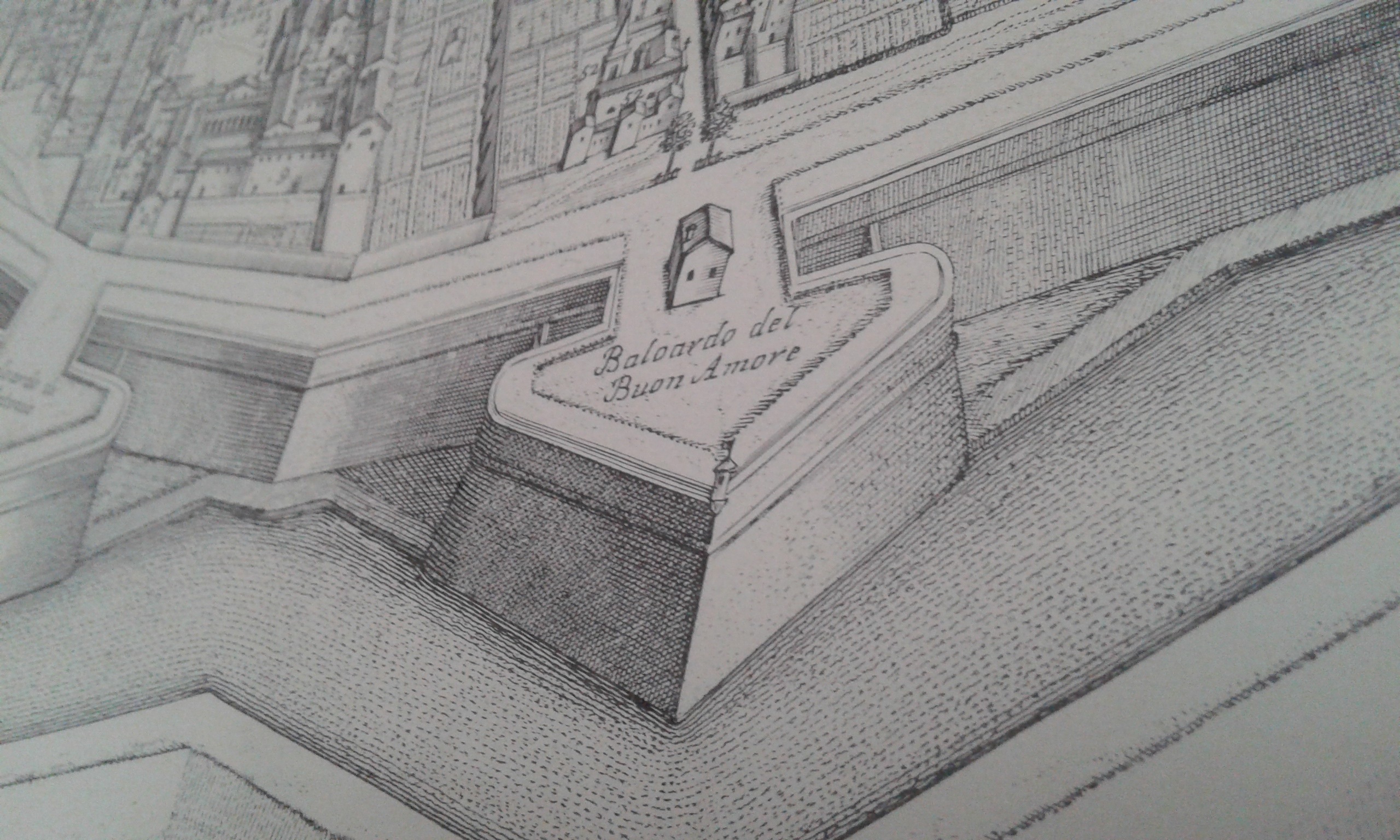
Baluardo del Buon Amore nell'incisione di Andrea Bolzoni.

Il baluardo, struttura posta a difesa del tratto di mura meridionali della città estense, venne costruito subito dopo il 1451, quando l'isola sul quale già sorgeva il monastero di Sant'Antonio in Polesine venne compresa nel nuovo tessuto urbano dalle addizioni che interessarono Ferrara.
Con Borso d'Este la cerchia urbana venne estesa, in questa parte meridionale, arrivando sino a Porta di Sotto, Porta Romana e al ponte di San Giorgio.
Durante un periodo di pestilenza la porta cittadina venne chiusa, anche per maggior protezione alla popolazione, ed il baluardo venne eretto anche come ulteriore protezione. Nuove modifiche vennero realizzate con Ercole I d'Este e, col terremoto che colpì Ferrara nel 1570 la torre a difesa della porta cadde. Sul sito era presente anche una piccola statua raffigurante la Madonna che in passato è stata spostata in una chiesa cittadina.
Dopo lavori durati anni nel 2020 il baluardo, valorizzato anche come area verde, è stato riaperto al pubblico.

## Origini del nome
Porta d'Amore, o porta del Buon amore, sembra derivare il suo nome da un episodio. All'angolo con via Assiderato (o Desiderata) sembra sia stata rinvenuta una persona morta per il freddo, assiderata. Sembra verosimile anche che il nome Assiderato sia una storpiatura dell'originale Sidrata, cioè riferita ad una coltivazione di cedri. Il nome Buon Amore sarebbe legato invece alla presenza in quella via di una casa dove sarebbe stata accolta una ragazza molto ammirata, desiderata, e resa orfana dall'epidemia di peste che aveva colpito la città. Il giovane che l'accolse dichiarò solennemente nella chiesa del Buon Amore di averla rispettata e di volerla avere in sposa.

## Descrizione
Il baluardo dell'Amore appartiene al tratto di mura che costituiva la difesa posta a sud, verso il corso del Po. Si trova in via dei Baluardi all'incrocio con via Porta D'Amore.